# Fleetwood Town FC
A Fleetwood Town Football Club egy profi angol labdarúgócsapat, melynek székhelye Fleetwood városában, Lancashire megyében található. A csapatot eredetileg 1908-ban alapították, de azóta már kétszer újranyitották csőd miatt. Jelenlegi formájában 1997 óta működik. Hivatalos színei a piros és a fehér, hazai mérkőzéseit a Highbury Stadionban játssza. A 2011/12-es szezonban bajnok lett az ötödosztályban, így története során először feljutott a The Football League-be. 2014 májusában a Wembleyben megnyerte a League Two rájátszásának döntőjét, ezzel feljutva a League One-ba (harmadosztály). Ez volt a csapat hatodik feljutása tíz éven belül.

## Klubtörténet
A csapat 1997 óta működik jelenlegi formájában, de gyökerei egészen 1908-ig nyúlnak vissza. Az eredeti, 1908-ban alapított csapat a Fleetwood FC nevet viselte. Az 1923/24-es szezonban megnyerte a Lancashire Combinationt, 1932 és 1934 között pedig zsinórban háromszor hódította el a Lancashire Combination Cup serlegét. Ezen sikerek kezdetén a kapuban az akkor mindössze 18 éves Frank Swift állt, aki később a Manchester City kapusa lett és az angol válogatottban is szerepelt. Miután majdnem hatvan évig a Lancashire Combination tagja volt, a Fleetwood 1968-ban alapító tagja lett a Northern Premier League-nek és első szezonjába na tizedik helyet szerezte meg. A Northern Premier League ekkoriban egyike volt azon bajnokságoknak, melyek közvetlenül a már a The Football League által felügyelt negyedosztály alatt helyezkedtek el, de a feljutás ekkor még nem sikerült a klubnak. Ebből az időszakból az 1971-es Northern Premier League Cup volt az egyetlen siker. Az anyagi nehézségekkel küzdő csapat az 1974/75-ös és az 1975/76-os szezonban is a tabella alsó felében végzett, 1976-ban pedig csődbe ment.
A csapatot 1977-ben Fleetwood Town FC néven újraalapították. A vezetőséget nagyjából ugyanazok alkották, akik az előző csapatban is dolgoztak. Eleinte a Cheshire League első osztályában szerepelt, majd 1982-ben átkerült a frissen megalakult North West Counties League másodosztályába, ahonnan 1984-ben sikerült feljutnia az első osztályba. 1985-ben bejutott az FA Vase döntőjébe, de a serleget nem sikerült elhódítania, ugyanis a Wembleyben, 16 ezer néző előtt rendezett meccsen 3-1-re kikapott a Halesowen Towntól. A Fleetwood 1987-ben átkerült a Northern Premier League újonnan létrejött másodosztályába, melyet rögtön az első szezonban meg is nyert. Az 1990/91-es idényben a Northern Premier League első osztályában (ez akkoriban a hatodosztálynak felelt meg) a negyedik helyen zárt. A további előrelépések helyett azonban újabb anyagi problémák következtek és 1996-ban ismét csődbe ment a klub.
A csapat 1997-ben, Fleetwood Wanderers néven újra megalakult és a North West Counties League másodosztályában kezdte meg szereplését (ez a mai tizedosztálynak felel meg). Neve egy szponzori szerződés miatt szinte azonnal Fleetwood Freeportra módosult. 1999-ben feljebb lépett egy osztállyal, 2002-ben pedig átnevezték Fleetwood Townra. Egy évvel később Tony Greenwood lett a klub menedzsere és ekkoriban vette át az elnöki széket a jelenleg is a Fleetwoodnál dolgozó Andy Pilley. Ezzel sikeres korszak kezdődött meg a csapat életében, mely 2006-ban feljutott a Northern Premier League élvonalába, azaz a hetedosztályba.
A 2006/07-es szezonban elhódította a Northern Premier League Challenge Cup-ot, miután 1-0-ra legyőzte a Matlock Townt a döntőben. Egy évvel később a bajnokságot is megnyerte, közben új átlag nézőcsúcsot állítva fel, és feljutott a Conference North-ba, a hatodosztály északi csoportjába. Az együttes gyengén kezdte a 2008/09-es idényt a magasabb osztályban, így a vezetőség menesztette Tony Greenwood menedzsert és segítőjét, Nigel Greenwoodot. Az új vezetőedző Micky Mellon lett, aki a Fleetwood irányítása mellett a Burnley U15-ös és U16-os csapatánál is edzősködött. 2009 januárjában teljes munkaidős szerződést adott neki a klub, így ő lett a Fleetwood első teljes munkaidős menedzsere. A csapat bejutott az FA Kupa második köréig, ahol 3-2-re kikapott a Hartlepool Unitedtől. A mérkőzésre 3280 szurkoló látogatott ki a Highbury Stadionba, ami akkoriban nézőcsúcsnak számított. A bajnoki szereplés is jelentősen javult és végül a 8. helyen zártak a Halászok.
A 2009/10-es évadban a csapat végig harcban volt az automatikus feljutást érő bajnoki címért a Southporttal. Végül azonban egy ponttal lemaradt az elsőségről, ami annak volt köszönhető, hogy az év közben tönkrement Farsley Celtic eredményeit a bajnokság szervezői törölték, az ellenük szerzett pontokat pedig levonták a csapatoktól. A Fleetwood ilyen módon három pontot vesztett, míg a Southport egyet sem. A piros mezesek fellebbeztek a döntés ellen, de ezt az illetékesek elutasították, így csak a rájátszásban indulhattak. Ott viszont sikerült győzniük, miután 2-1-re felülmúlták az Alfreton Townt a döntőben.
A Fleetwood Town a 2010/11-es szezont már a Football Conference-ben, azaz az ötödosztályban kezdte meg. Ekkor minden játékosának teljes munkaidős szerződést adott, néhányan azonban nem engedhették meg maguknak a teljes idejű labdarúgó karriert, így távozni kényszerültek, mint például a csapatkapitány, Jamie Milligan. A csapat jól szerepelt a bajnokságban, végig a rájátszást érő helyek közelében volt és az ötödik hellyel ki is vívta a részvételt. Végül csak az elődöntőig jutott, ahonnan 8-1-es összesítéssel ejtette ki az AFC Wimbledon. A következő idény még jobban sikerült a gárda számára, az FA Kupában egészen a harmadik fordulóig jutott, a Mansfield Townt, a Wycombe Wandererst és a Yeovil Townt is legyőzve. Végül a másodosztályú Blackpool állta útját, melytől 5-1-re kikapott. A bajnokságban remekelt a Fleetwood, többek között egy 29 meccsen át tartó veretlenségi sorozatot is produkált és végül két meccsel az idény vége előtt megszerezte a bajnoki címet, így fennállása során először feljutott a The Football League-be.

### A The Football League-ben

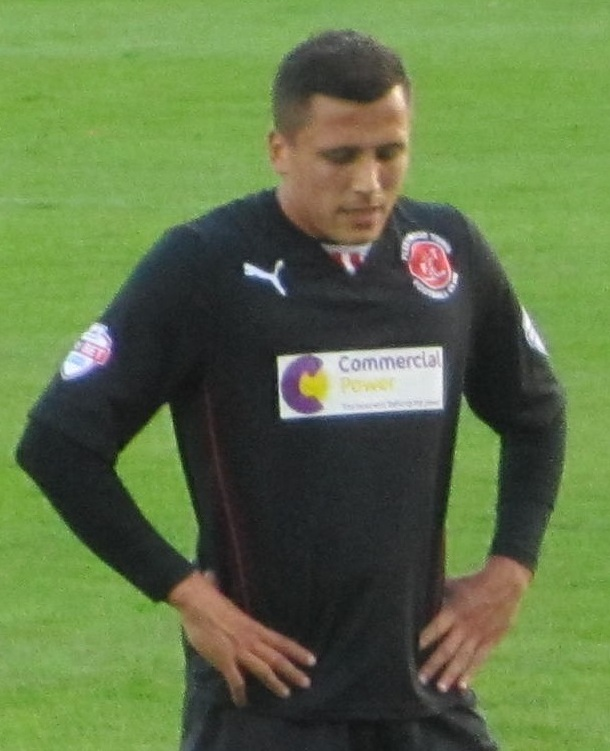
Antoni Sarcevic, aki feljutást érő szabadrúgásgólt lőtt a League Two rájátszásában

A csapat jól kezdte szereplését a League Two-ban, tíz forduló után a harmadik helyen állt, a következő tízből viszont csak kettőt nyert meg, így visszacsúszott a hatodik pozícióba. A gyenge szereplésben valószínűleg az is közrejátszott, hogy Micky Mellon vezetőedző a hírek szerint jelentkezett a Burnley és a Blackpool megüresedett menedzseri posztjára is, ami miatt összeveszett Andy Pilley klubelnökkel. Pilley végül 2012. december 1-jén, egy Aldershot Town elleni elveszített FA Kupa-meccs után menesztette Mellont. Helyét öt nap múlva Graham Alexander vette át. Első öt meccsén veretlen maradt a Fleetwood és a további jó eredményeinek köszönhetően egészen a negyedik helyig lépett előre a tabellán, a bajnokság utolsó felében azonban visszaesett a klub teljesítménye, utolsó 15 meccséből csak kettőn tudott nyerni, ami végül csak a 13. helyre volt elég.
A Fleetwood komoly keretátalakítások után vágott neki a 2013/14-es szezonnak, ami eddigi fennállása legsikeresebb idényének bizonyult. A Football League Trophyban egészen a területi döntőig jutott, a bajnokságban pedig a negyedik helyet szerezte meg, éppen lemaradva az automatikus feljutást érő harmadik helyről. A rájátszás elődöntőjében túljutott a York Cityn, a Wembleyben rendezett finálén pedig 1-0-ra legyőzte a Burton Albiont, Antoni Sarcevic szabadrúgásgóljával, ezzel feljutva a League One-ba.

## Tartalék- és ificsapat
A Fleetwood Town tartalékcsapata a Lancashire League-ben játszik, melynek nyugati csoportját a 2008/09-es szezonban úgy nyerte meg, hogy mindössze kilenc pontot veszített a húszmeccses idény során. A 2010/11-es évadban a második helyet szerezte meg, a bajnok a Bamber Bridge lett. 2006-ban a Fleetwood Gym labdarúgó szakosztálya csatlakozott a Fleetwood Townhoz, megalapítva a Fleetwood Town labdarúgó akadémiáját, ahol jelenleg az U7-estől az U18-asig minden korosztály megtalálható.

## Highbury Stadion

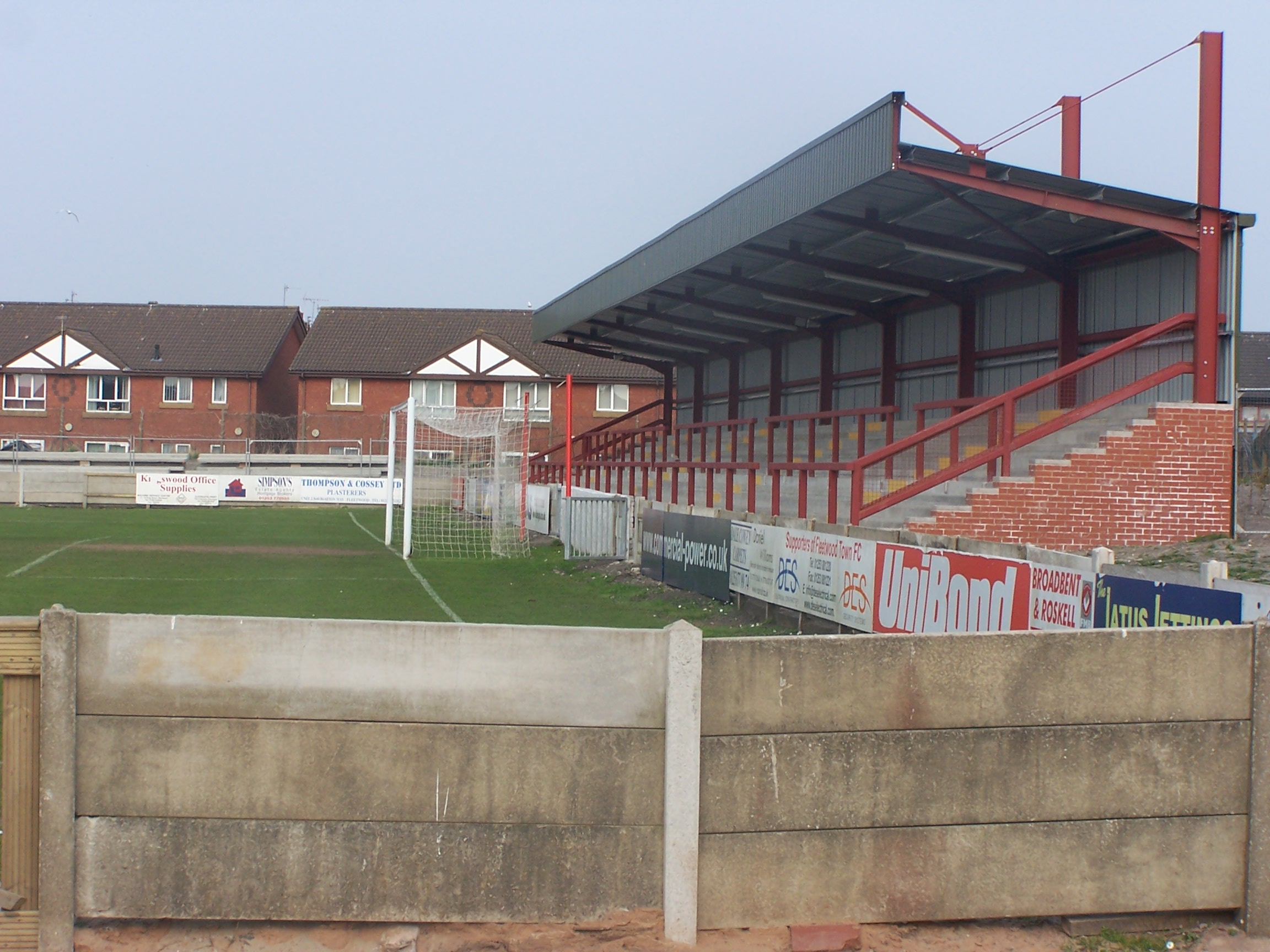
A Percy Ronson Stand

Az eredeti, 1908-ban alapított klub egy a helyi North Euston Hotel mellett található futballpályán játszotta hazai mérkőzéseit. A pálya helyén azóta a város rendőrkapitánysága áll. A csapat egészen 1934-ig itt maradt, eltekintve az első világháborút követő két évtől, amikor ideiglenesen a Queen's Hotellel szemben lévő The Queen's Groundon játszott. 1934-ben költözött be jelenlegi stadionjába, a Highburybe.
2007 februárjában egy 500 ezer fontos beruházás eredményeként elkészült a kizárólag állóhelyeket kínáló Percy Ronson Stand lelátó. Eredetileg 1240 férőhelyes volt, de a Lancashire Megyei Tanács úgy ítélte meg, hogy csak 621 néző biztonságos befogadásár alkalmas. 2007 júliusában három új lelátó építésének ötlete merült fel, a tervek decemberre készültek el. 2008 márciusában a klub megkapta az építési engedélyt az új északi és nyugati lelátóra. A munkálatok májusban kezdődtek meg, a két új építmény 2008. augusztus 22-én került átadásra, a Fleetwood első hazai meccsén a 2008/09-es szezonban. A nyugati lelátó a Highbury Stand nevet kapta, 550 szék, mozgáskorlátozott szurkolók befogadására alkalmas helyek és közvetítőállások kaptak rajta helyet. Az északi lelátó neve Memorial Stand lett és 1473 állóhelyet kínál a szurkolóknak. Emellett a The Football League elvárásainak megfelelő reflektorok is kerültek a stadionba.
Az új keleti lelátó felépítése eredetileg 2009 nyarára volt tervezve, hogy a stadion befogadóképessége elérje a Football Conference által minimálisan megkövetelt 4000-et, de ez a projekt eltolódott és helyette 125 ezer fontért új gyepszőnyeget és jobb vízelvezető csatornákat rakatott le a klub. Az új lelátó frissített terveit 2009 decemberében adta le elbírálásra a Fleetwood és 2010 márciusában kapta meg az építési engedélyt. Az eredeti tervekkel ellentétben az új keleti lelátó nem 4000-re, hanem csaknem 5500-ra növelte a befogadóképességet, így már a The Football League szabályainak is megfelelve. A Parkside Stand névre keresztelt építmény 2011 tavaszára készült el és összesen körülbelül 4 millió fontba került.

## Riválisok
Mivel a Fleetwood az utóbbi években gyakran váltogatta az osztályokat, ezért egy csapattal sem alakított ki állandó, komoly rivalizálást. A szurkolók rendre azokat a csapatokat tartják riválisnak, melyek az adott bajnokságban földrajzilag a legközelebb helyezkednek el Fleetwood városához. Az utóbbi években a két legkomolyabb riválisnak a Morecambe és az Accrington Stanley vehető, hiszen ezekkel a csapatokkal a The Football League-en kívül és a League Two-ban is rendszeresen találkozott a Fleetwood. Korábban a Barrow-val, a Chorleyval, Kendal Townnal, a Lancaster Cityvel és a Southporttal is folyt rivalizálás. A szurkolók gyakran a szomszédos Blackpoolról is énekelnek negatív töltetű nótákat, bár a két csapat eddig mindössze két tétmérkőzést játszott egymás ellen.

## Játékosok

### Jelenlegi keret
2014. szeptember 6. szerint
| #  |     | Poszt | Név                                              |
| -- | --- | ----- | ------------------------------------------------ |
| 1  | ENG | K     | Scott Davies                                     |
| 2  | NIR | V     | Conor McLaughlin                                 |
| 3  | ENG | V     | Danny Andrew                                     |
| 4  | SCO | KP    | Stewart Murdoch                                  |
| 5  | ENG | V     | Mark Roberts (csk)                               |
| 6  | ENG | V     | Nathan Pond                                      |
| 7  | ENG | KP    | Gareth Evans                                     |
| 8  | ENG | KP    | Steven Schumacher                                |
| 9  | SCO | CS    | Stephen Dobbie (kölcsönben a Crystal Palace-tól) |
| 10 | JAM | CS    | Jamille Matt                                     |
| 11 | NIR | KP    | Jeff Hughes                                      |
| 12 | ENG | KP    | Josh Morris (kölcsönben a Blackburn Roverstől)   |
| 14 | ENG | V     | Liam Hogan                                       |

| #  |     | Poszt | Név             |
| -- | --- | ----- | --------------- |
| 16 | ENG | V     | Ryan Cresswell  |
| 17 | ENG | KP    | Matty Blair     |
| 18 | ENG | KP    | Antoni Sarcevic |
| 19 | ENG | CS    | Jamie Proctor   |
| 21 | ENG | CS    | Jamie Allen     |
| 22 | ENG | CS    | Matty Hughes    |
| 23 | ENG | CS    | David Ball      |
| 24 | ENG | KP    | Keith Southern  |
| 25 | ENG | V     | Stephen Jordan  |
| 26 | ENG | V     | Tom Davies      |
| 28 | WAL | K     | Chris Maxwell   |
| 33 | SCO | V     | Stephen Crainey |

## Sikerek

### Bajnokság
- Football League Two
  - A rájátszás győztese: 2013/14
- Conference National
  - Bajnok: 2011/12
- Conference North
  - A rájátszás győztese: 2009/10
- Northern Premier League Premier Division
  - Bajnok: 2007/08
- Northern Premier League First Division
  - Bajnok: 1987/88
  - Másodikként feljutó: 2005/06
- North West Counties Football League Premier Division
  - Bajnok: 2004/05
- North West Counties Football League First Division
  - Bajnok: 1983/84, 1998/99
- Lancashire Combination
  - Bajnok: 1923/24
  - Második: 1933/34, 1934/35

### Kupa
- Northern Premier League Challenge Cup
  - Győztes: 1971, 2007
  - Ezüstérmes: 1989
- Northern Premier League President's Cup
  - Győztes: 1990
  - Ezüstérmes: 1991
- North West Counties Football League First Division Trophy
  - Győztes: 1999
- FA Vase
  - Ezüstérmes: 1985
- Lancashire Combination Cup
  - Győztes: 1926, 1932, 1933, 1934
  - Ezüstérmes: 1953, 1967
- Peter Swales Memorial Shield
  - Győztes: 2008

## Rekordok
- Legnagyobb győzelem (az 1997-es újraalapítás óta): 13-0 az Oldham Town ellen, 1998. december 5-én
- Legnagyobb vereség (az 1997-es újraalapítás óta): 0-7 a Billingham Town ellen, 2001. szeptember 15-én
- Legdrágábban igazolt játékos: Jamille Matt, 300 ezer fontért, a Kidderminster Harrierstől (2013 január)
- Legdrágábban eladott játékos: Jamie Vardy, 1 millió fontért (a bónuszoknak köszönhetően 1,7 millióig emelkedhet), a Leicester Citynek (2012 május)
- Legtöbbször pályára lépő játékos: Percy Ronson, 416 mérkőzés, 1949 és 1964 között